# The Duchess (film 1915)
The Duchess è un cortometraggio muto del 1915 diretto da W.T. McCulley. È l'esordio cinematografico di Margaret Whistler.

## Produzione
Il film fu prodotto dall'Universal Film Manufacturing Company  (con il nome Universal Gold Seal).

## Distribuzione
Distribuito dall'Universal Film Manufacturing Company, il film uscì nelle sale cinematografiche USA il 30 marzo 1915.